# 东塔街道
东塔街道，是中华人民共和国辽宁省沈阳市大东区下辖的一个乡镇级行政单位。

## 行政区划
东塔街道下辖以下地区：
久安社区、富强社区、春晖社区、和睦亭社区、黎明社区、善邻社区、民贵社区、八家子社区、临滨社区、和睦路社区、筑景社区和中房社区。